# Coppa di cristallo

La sciatrice alpina statunitense Lindsey Vonn in posa con alcune delle sue coppe di cristallo: le tre di dimensioni maggiori sono le Coppe del Mondo generali; le cinque di dimensioni minori sono le "coppette" di specialità

La coppa di cristallo (o sfera) è un trofeo proprio degli sport invernali che viene assegnato dalle varie federazioni internazionali ai vincitori delle Coppe del Mondo che si disputano annualmente nelle varie discipline. La Federazione Internazionale Sci per la combinata nordica, il freestyle, il salto con gli sci, lo sci alpino, lo sci di fondo, lo sci di velocità e lo snowboard; l'International Biathlon Union per il biathlon, la Federazione Internazionale Slittino per lo slittino e la Federazione Internazionale di Bob e Skeleton per il bob e lo skeleton.

## Caratteristiche del trofeo FIS

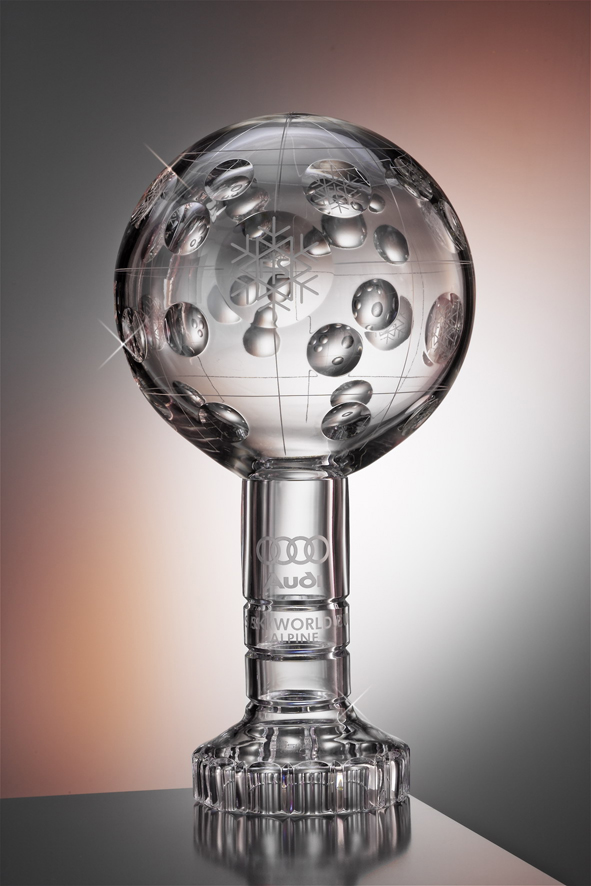
Coppa di cristallo FIS

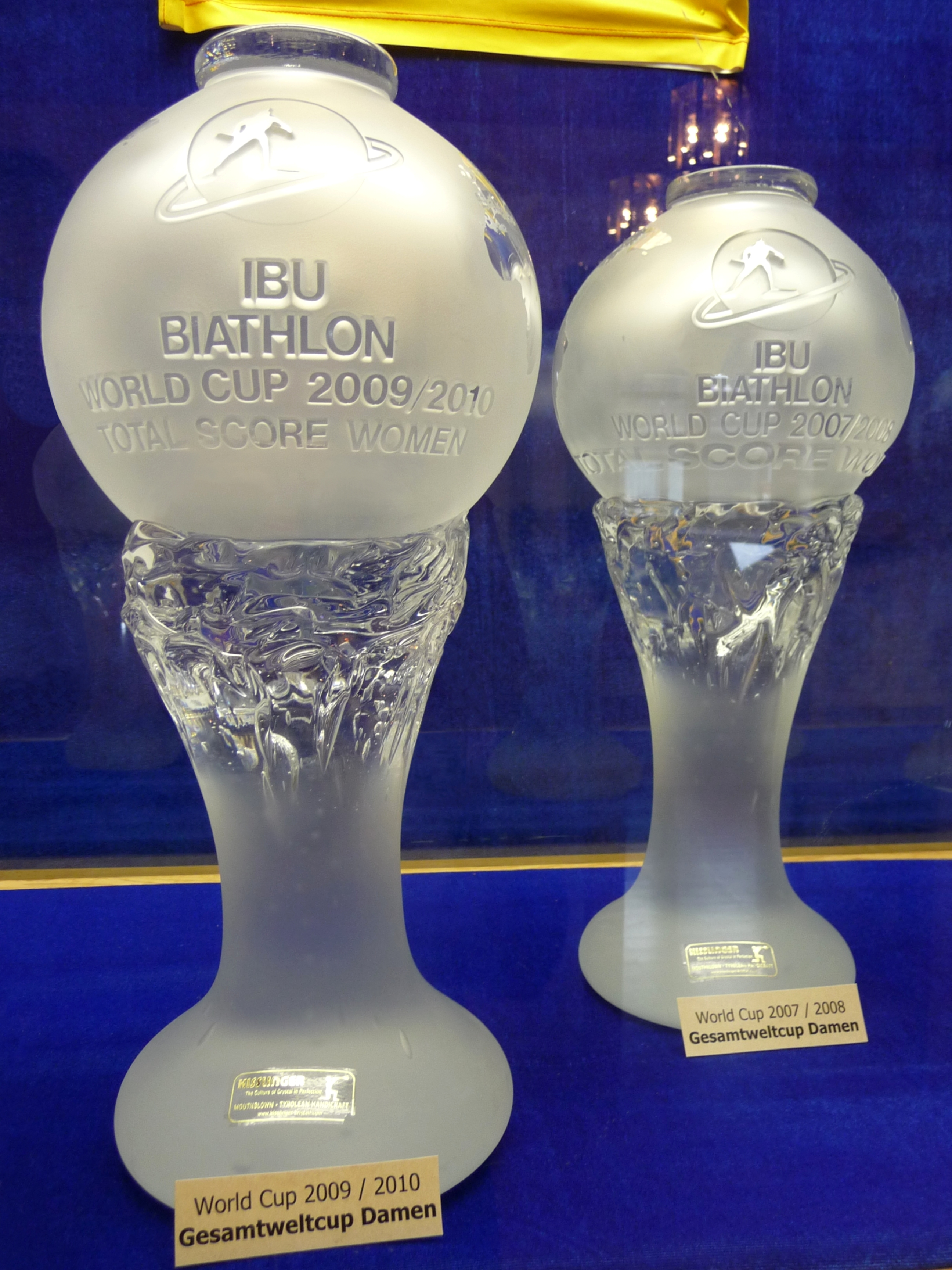
Foto del trofeo IBU

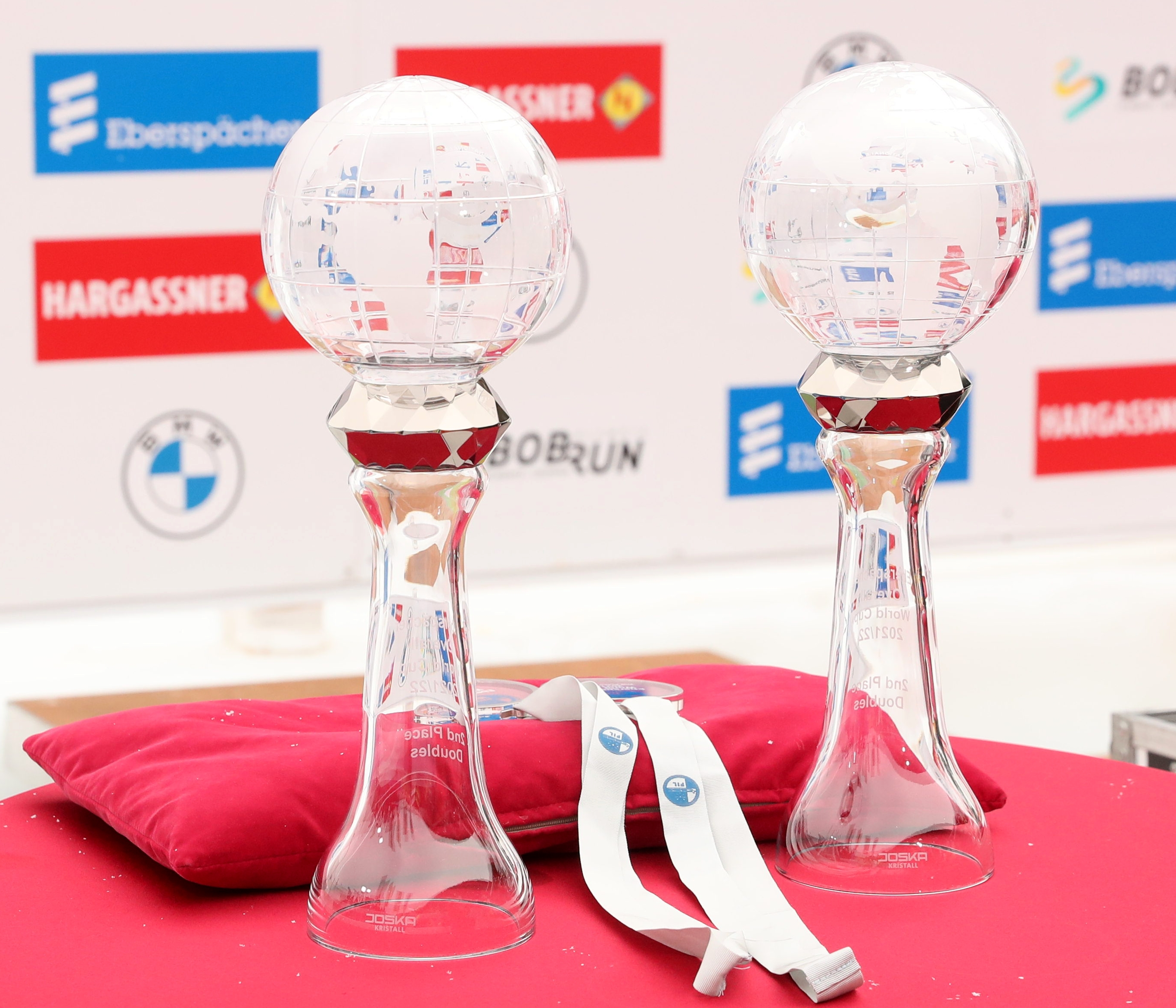
Foto del trofeo FIL

Le sfere, tutte identiche in ogni particolare, variano soltanto nelle misure. Quella di dimensioni maggiori ("sfera grande", alta 46 cm e pesante 7,5 kg) va al vincitore della classifica generale della disciplina, mentre quelle di dimensioni minori ("sfera piccola", detta anche "coppetta di specialità", poco più di 3 kg di peso per 23 cm di altezza) va ai vincitori delle classifiche stilate per ogni specialità delle varie discipline.
A partire dal 1987 le sfere sono tutte realizzate dall'azienda Joska Kristall con sede a Bodenmais, in Germania. Poiché i trofei rimangono di proprietà dei vincitori, ai quali vengono consegnati al termine dell'ultima gara stagionale, la federazione internazionale viene rifornita annualmente dall'impresa bavarese di nuove sfere.

## Coppe assegnate

### Biathlon
Tutte le coppe assegnate nel biathlon sono sia maschili sia femminili, tranne quella di staffetta mista che è comune.
- Generale (maschile dal 1978, femminile dal 1983)
  - Coppa delle Nazioni (dal 1998 al 2007)
  - Individuale (dal 1997)
  - Inseguimento (dal 1997)
  - Partenza in linea (dal 1999)
  - Sprint (dal 1997)
  - Staffetta (dal 1997)
  - Staffetta mista (dal 2011)

### Bob
Le coppe assegnate nel bob sono tre per il maschile ed una per il femminile.
- Bob a due (maschile dal 1985, femminile dal 1995)
- Bob a quattro (solo maschile, dal 1985)
- Combinata (solo maschile dal 1985)

### Combinata nordica
Tutte le coppe assegnate nella combinata nordica sono solo maschili.
- Generale (dal 1984)
  - Sprint (dal 2001 al 2008)

### Freestyle
Tutte le coppe assegnate nel freestyle sono sia maschili sia femminili.
- Generale (dal 1980)
  - Balletto (dal 1980 al 1999)
  - Combinata (dal 1980 al 1997)
  - Gobbe (dal 1980)
  - Gobbe in parallelo (dal 1996 al 2007[2])
  - Halfpipe (dal 2004[3])
  - Salti (dal 1980)
  - Ski cross (dal 2003)

### Salto con gli sci
Nel salto con gli sci le coppe generali sono sia maschili sia femminili, quelle di specialità solo maschili.
- Generale (dal 1980[4])
  - Salto con gli sci (dal 1996 al 2000)
  - Volo con gli sci (dal 1991[5])

### Sci alpino
Tutte le coppe assegnate nello sci alpino sono sia maschili sia femminili.
- Generale (dal 1967)
  - Combinata (dal 2007[6])
  - Discesa libera (dal 1967)
  - Slalom gigante (dal 1967)
  - Slalom speciale (dal 1967)
  - Supergigante (dal 1986)
  - Slalom parallelo (dal 2019)

### Sci di fondo
Tutte le coppe assegnate nello sci di fondo sono sia maschili sia femminili.
- Generale (dal 1982[7])
  - Distanza (dal 2004)
  - Lunga distanza (dal 1997 al 2000)
  - Media distanza (nel 2000)
  - Sprint (dal 1997)

### Sci di velocità
Tutte le coppe assegnate nello sci di velocità sono sia maschili sia femminili.
- Generale (dal 2002[8])
  - Discesa libera (dal 2010)

### Skeleton
Le coppe assegnate nello skeleton sono due, una per il maschile ed una per il femminile.
- Skeleton (maschile dal 1987, femminile dal 1997)

### Slittino
Le coppe generali assegnate nello slittino sono quelle del singolo e del doppio sia maschili sia femminili e quella della gara a squadre; in passato per il doppio si è assegnato un unico trofeo per ambosessi. Oltre a queste si assegnano anche le Coppe di specialità per le diverse tipologie di competizioni.
- Generale del singolo (maschile e femminile dal 1978)
  - Specialità del singolo sprint (maschile e femminile dal 2015)
  - Specialità del singolo (maschile e femminile dal 2021)
- Generale del doppio (ambosessi dal 1978 al 2022; maschile e femminile dal 2023)
  - Specialità del doppio sprint (ambosessi dal 2015 al 2022; maschile e femminile dal 2023)
  - Specialità del doppio (ambosessi dal 2021 al 2022; femminile dal 2022 e maschile dal 2023)
- Gara a squadre (misti dal 2004)

### Snowboard
Tutte le coppe assegnate nello snowboard sono sia maschili sia femminili.
- Generale (dal 1995 al 2012 [9])
  - Slalom (dal 1995 al 1999)
- Generale di parallelo (dal 1995[10] al 2002; dal 2013 )
  - Slalom parallelo (dal 2013)
  - Gigante parallelo (dal 1995 al 2002; dal 2013)
- Generale freestyle (dal 2011)
  - Halfpipe (dal 1995)
  - Big air (dal 2002)
  - Slopestyle (dal 2012)
- Snowboard cross (dal 1997)